# Ozonoterapia

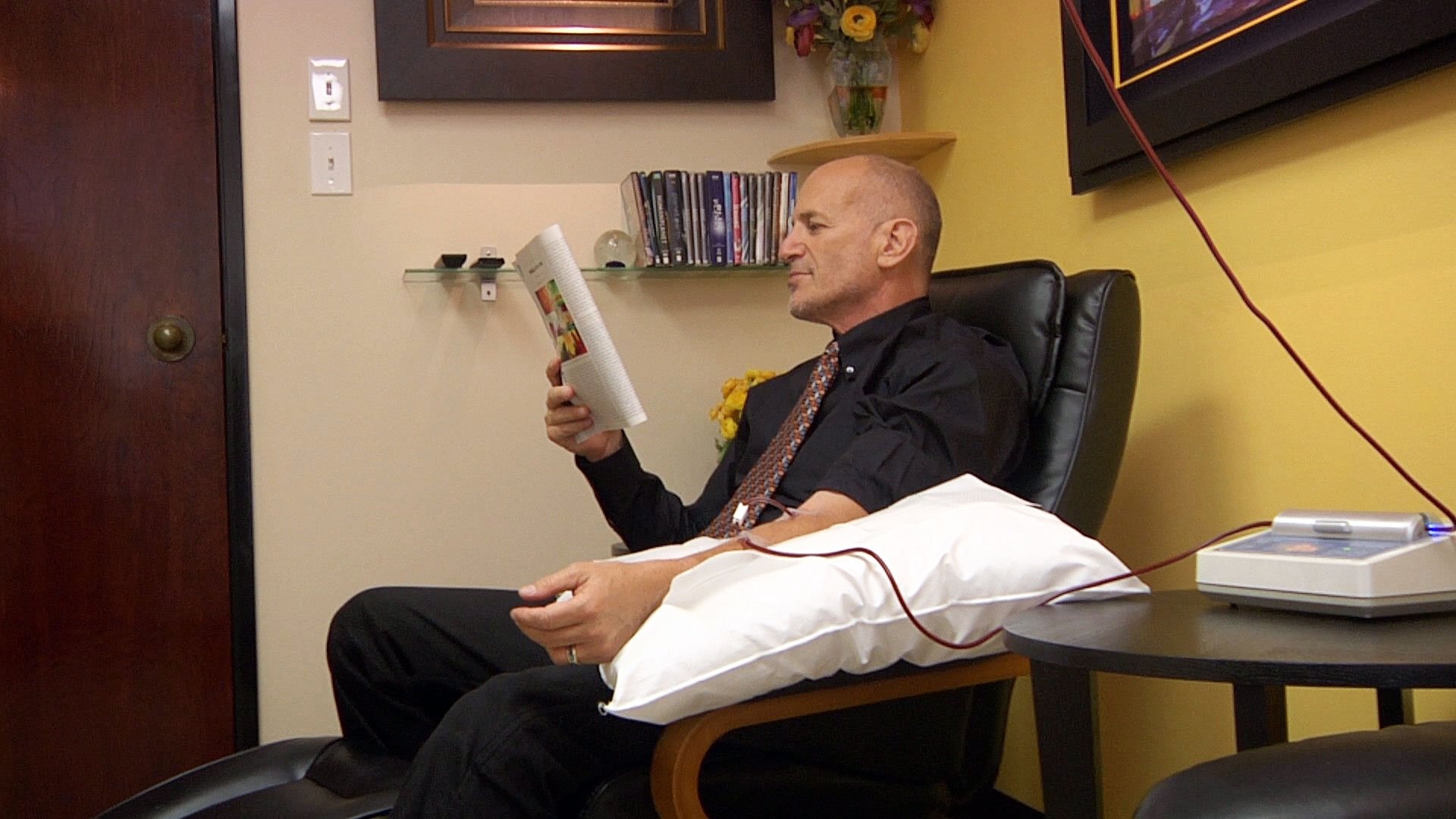
Un hombre se somete a una autohemoterapia, en la que se le extrae sangre, se le expone al ozono y se le reinyecta.

La ozonoterapia es un tipo de medicina alternativa sin evidencia científica que pretende, entre otros objetivos, la saturación de oxígeno en el organismo a través de la insuflación de una mezcla de oxígeno y ozono al cuerpo por diversas vías.  No existen pruebas creíbles en publicaciones revisadas por pares que respalden el uso del ozono como un tipo válido de tratamiento médico, aunque algunos metaanálisis publicados en revistas indexadas han sugerido que la ozonoterapia podría ser útil para el tratamiento de hernias discales lumbares,la comunidad científica general considera que la ozonoterapia es una "charlatanería descarada"que se ha vendido como tratamiento para diversas enfermedades, incluido el COVID-19, VIH/sida, y cáncer. De hecho, hay amplias evidencias de que el ozono resulta perjudicial para los tejidos humanos y vegetales. La terapia puede causar graves efectos adversos, incluida la muerte.
El código de regulación federal de los EE. UU., con fecha del 1 de abril de 2016, en su párrafo a) dice lo siguiente, pero referido solo a la vía respiratoria:
: “El ozono es un gas tóxico sin aplicaciones médicas conocidas; específicas, coadyuvantes o preventivas.  Para que el ozono sea efectivo como germicida debe estar presente en una concentración mucho mayor que la tolerada con seguridad por personas y animales” (sic). En los siguientes epígrafes el código proporciona muchos más detalles sobre sus efectos dañinos y considera fraudulentos los generadores de ozono y sujetos a confiscación si se promocionan con fines médicos o se utilizan en hospitales u otros lugares ocupados por enfermos, ya que su uso con fines médicos se encuentra prohibido en los EE. UU. En la Unión Europea los generadores de ozono para uso médico son considerados productos sanitarios. En España cuentan con la calificación II-b y deben contar con la preceptiva certificación.
El ozono médico se produce a partir de oxígeno medicinal y está formado por una mezcla de un 5 %, como máximo, de ozono y un 95 % de oxígeno, ya que dosis superiores han demostrado ser tóxicas para todos los tejidos.
La dosis total de ozono usada se expresa en microgramos (μg) y es el equivalente al volumen del gas (mL) multiplicado por la concentración de ozono (μg/mL). En estudios ambientales se utiliza la unidad parte por millón de volumen como unidad de medida (ppm).

## Historia de la ozonoterapia
En 1856, tan solo 16 años después de su descubrimiento, el ozono fue utilizado por primera vez 
para el cuidado de la salud para desinfectar quirófanos y esterilizar material quirúrgico. Para finales del siglo XIX se utilizó el ozono para potabilizar agua 
y eliminar sus microorganismos, fue difundido este proceso en Europa continental. En 1892 "The Lancet" publicó un artículo describiendo la administración de 
ozono para el tratamiento de tuberculosis.
Durante la Primera Guerra Mundial se usó el gas ozono para la limpieza y desinfección de heridas. Esta forma de tratamiento está muy extendida en el centro de Europa, sobre todo en Alemania, Austria y Suiza, habiendo sido tratados un gran volumen de pacientes, pero en muchas ocasiones de forma totalmente empírica.
La indicación de tratamiento mediante ozonoterapia de la hernia discal es la que dispone de un nivel de evidencia más elevado. Este tratamiento ha permitido incluir de forma oficial a la ozonoterapia en la cartera de servicios de las unidades de dolor en España.
A partir de los años 80 del siglo pasado se generalizó mundialmente el concepto de la "Medicina Basada en la Evidencia" MBE (del inglés Evidence-Based Medicine), que consideraba insuficiente el razonamiento fisiopatológico tradicional hasta el momento para tomar decisiones clínicas. Como pioneros en el desarrollo de la MBE se reconocen los trabajos publicados de Archie Cochrane, John Wennenberg, Iván Ilich y Thomas McKeown a partir de los años 70. Los puntos a considerar por la MBE son:
- La búsqueda y hallazgo de la literatura biomédica original y relevante, su lectura crítica y correcta interpretación para establecer su nivel real de evidencia.
- La experiencia clínica y el conocimiento sistemático del contexto de esa experiencia.
- Las preferencias del paciente.

La colaboración Cochrane es una organización sin ánimo de lucro. La integran alrededor de 11.500 investigadores de unos 90 países que aplican un proceso de revisión sistemático y riguroso de las publicaciones sobre la salud. Los resultados se publican regularmente en la Cochrane Library. Algunos consideran que junto al Código de Núremberg y la Declaración de Helsinki, el concepto de MBE sentó las bases para una verdadera revolución social en el campo de la medicina del siglo pasado. En lo referente al ozono aún no aparecen resultados Cochrane favorables. Por el contrario resultados negativos sí aparecen en diversos lugares. En 2005 un Comité de Expertos del Ministerio de Salud de Malasia llegó a la conclusión de que no existía evidencia para recomendar las terapias de ozono como tratamiento alternativo en ninguno de los padecimientos analizados (sida, isquemias, oftalmología, otorrinolaringología, ginecología y obstetricia, ortopedia, cáncer y dermatología). En los EE. UU., el código de regulación federal de fecha 1 de abril de 2016, en su acápite (a) dice lo siguiente: “El ozono es un gas tóxico sin aplicaciones médicas conocidas; específicas, coadyuvantes o preventivas” ([sic]). En los siguientes acápites el código proporciona detalles sobre sus efectos dañinos y considera fraudulentos los generadores de ozono si se usan en hospitales u otros lugares ocupados por enfermos. Otra referencia afirma que no existe evidencia creíble, revisada por pares, que apoye al ozono como un tipo de terapia médica. Por regla general, los estudios favorables a la ozonoterapia son solo aquellos realizados por terapistas del ozono en consultas de carácter privado.

## Uso propuesto y evaluación científica
La ozonoterapia consiste en la introducción o insuflación de la mezcla de oxígeno y ozono al organismo por diversos medios, usualmente añadiendo a la mezcla distintas sustancias como otros gases o líquidos e insuflándolos al cuerpo por medios que incluyen el recto, la vagina, intramuscular (en distintos músculos), de manera subcutánea (dentro de la piel), o intravenosa (directamente en las venas). El ozono también puede administrarse por medio de autohemoterapia, en donde la sangre es extraída del paciente, expuesta a la mezcla oxígeno-ozono para después re-introducirse al torrente sanguíneo del paciente.
Se utilizan diferentes vías, parentelares y tópicas, para administrar el ozono sin que tenga efectos tóxicos en el organismo. Para facilitar la aplicación del gas sin efectos secundarios, este se mezcla con agua bidestilada o aceita de oliva o girasol, obteniendo respectivamente agua ozonizada y aceites ozonizados.   En todo caso, hay que utilizar productos sanitarios específicos, si los hay, o resistentes al ozono.
El ozono se disuelve inmediatamente en el agua del organismo, tanto en el plasma como en los fluidos extracelulares debido a que su solubilidad es diez veces superior a la del oxígeno. Esto permite la reacción inmediata con los compuestos y biomoléculas solubles presentes en estos fluidos. Es por ello que cuando la sangre humana es expuesta a dosis no tóxicas de oxígeno-ozono, ambos gases se disuelven en el plasma, pero mientras que el oxígeno se equilibra entre la fase gaseosa y el plasma al reaccionar apenas con ninguna substancia, el ozono no puede equilibrarse, ya que reacciona de forma inmediata con biomoléculas presentes en el plasma y se agota totalmente.
La reacción del ozono implica varios procesos fundamentales que tienen lugar al mismo tiempo: 
Una pequeña parte de la dosis de ozono se consume en la oxidación de sustancias antioxidantes naturales: ácido ascórbico, ácido úrico, grupos sulfidrilo del GSH, proteínas y glicoproteínas presentes en el agua del plasma. Este hecho explica que una dosis muy baja de ozono puede ser ineficaz o equivalente a placebo. Concentraciones de ozono por debajo de 15 μg/mL son inactivadas por los antioxidantes del plasma en la mayoría de individuos. No obstante, los diferentes tejidos del organismo tiene distinta capacidad antioxidante y, por tanto, la dosis mínima y máxima varía de uno a otro.
El ozono tiene una gran afinidad por los dobles enlaces carbono-carbono (C=C) presentes en algunos compuestos orgánicos, como los ácidos grasos insaturados. Estas moléculas viajan en el plasma habitualmente en forma de triglicéridos, unidas a lipoproteínas plasmáticas, ya que no son solubles en el agua; pero una parte se encuentra unida a la albúmina en forma de AGI libres, que son los AGI que reaccionan con el ozono. La mayor parte del ozono se consume en una reacción de adición a los dobles enlaces carbono-carbono de los ácidos grasos insaturados, conocida como Reacción de Criegee. Esta reacción en condiciones fisiológicas hidrofílicas genera aldehídos, alfa-hidroxi-hidroperóxidos, conocidos como productos de oxidación lipídica (POLs) y especies reactivas de oxígeno (ERO) especialmente peróxido de hidrógeno (H2O2), con un carácter oxidante mucho menor que los peróxidos generados por el metabolismo aeróbico y con poca tendencia a la formación de radicales libres. Es importante destacar que estas reacciones, por ser molécula a molécula, se terminan rápidamente, con el agotamiento del ozono suministrado, por lo que el estrés oxidativo que se produce es fácilmente controlable, a diferencia del estrés oxidativo crónico patológico que genera una reacción en cascada que se retroalimenta.
Esta reacción es la responsable de los efectos biológicos y terapéuticos del ozono, mientras que las ERO, fundamentalmente el H2O2, son responsables de los efectos biológicos inmediatos con un estrés oxidativo leve, controlado, agudo y transitorio, pues su vida media de minutos/segundos, los POLs son los efectores tardíos y llegan al sistema vascular y a prácticamente todos los órganos, con una vida media de días. Incluso una dosis alta de ozono (16 000 μg para 200 mL de sangre venosa —concentración de 80 μg/mL—) nunca sobrepasa la capacidad antioxidante del plasma y no produce daño a las células sanguíneas. La respuesta terapéutica alcanzada con la ozonoterapia tras un estrés oxidativo repetido y controlado puede ser considerada como un efecto precondicionante capaz de re-equilibrar y potenciar el sistema redox alterado en algunas patologías.
La molécula de ozono puede ser sintetizada de forma natural por algunas células de nuestro organismo, como los leucocitos activados que producen ozono en determinadas circunstancias. En este caso, tiene un efecto bactericida directo, pues debilita la membrana del microorganismo e induce su muerte. Partiendo de esa reacción del ozono, según el tejido dónde se administra, sus metabolitos (ERO y POLs) producen distintos efectos, que han sido estudiados en laboratorio sobre muestras biológicas y animales de experimentación. 
Entre las aplicaciones propuestas para la ozonoterapia se encuentran: 
- Heridas y retardos de cicatrización. Es la indicación más antigua de la ozonoterapia. Las úlceras venosas y el pie diabético son las indicaciones más claras. Forma de administración: Tópica o sistémica.[35][36][37][38]

- Hernia discal. En aquellos pacientes en los que la cirugía no esté indicada y el tratamiento farmacológico habitual sea insuficiente. Forma de administración: intradiscal o infiltración en musculatura paravertebral.[39][40][41][42][43][44][45]

- Artrosis. Indicado para disminuir los síntomas de la artrosis y mejorar la calidad de vida de los pacientes. Forma de administración: intra-articular.[46]

- Arteriosclerosis periférica. Sobre todo en fumadores y pacientes diabéticos. Forma de administración: sistémica (habitualmente autohemoterapia).[47]

- Proctitis hemorrágica. En pacientes tratados con radioterapia. Forma de administración: intrarrectal.[48]

- Vulvovaginitis de repetición. Indicado solo en el caso de infecciones recidivantes y crónicas y resistentes al tratamiento farmacológico habitual. Forma de administración: intravaginal.

- Enfermedades bucodentales. Periodontitis e infecciones crónicas y recurrentes de la cavidad oral. Forma de administración: agua ozonizada.[49][50][51]

- Fístulas. Postquirúrgicas, postradiación. Forma de administración: insuflación a través de catéter de pequeño diámetro.[52][53]

- Se ha afirmado que la ozonoterapia puede tratar un amplio número de patologías, incluyendo: arteriosclerosis, diabetes, enfermedades inflamatorias, autoinmunes y, en general, todas aquellas que cursen con un déficit de aporte de oxígeno a nivel de los tejidos o un desequilibrio entre oxidantes y antioxidantes, generando estrés oxidativo crónico. Forma de administración: autohemoterapia o intrarectal.[54][55][56][57][58][59][60][61]

Se ha afirmado que esta terapia puede usarse para diversas enfermedades, incluyendo cáncer, sida, esclerosis múltiple, artritis, enfermedades cardiovasculares, Alzheimer, enfermedad de Lyme, entre otras. Uno de los mecanismos propuestos para el tratamiento del cáncer proviene de la teoría que propone que las células cancerosas no crecen ni se desarrollan en ambientes ricos en oxígeno. La acción del ozono es aumentar la saturación del oxígeno en el cuerpo y por lo tanto ayudará en tratar la neoplasia. Para tratar el VIH/sida, el ozono desactiva las partículas virales, las pruebas que se han hecho han sido en ambientes invitro. Un informe crítico publicado en 2001 concluye que la ingestión, infusión o inyección de ozono, que reacciona con la sangre a formar peróxido de hidrógeno, no puede reoxigenar los tejidos del cuerpo porque el metabolismo de un adulto de 60 kg requiere de 200 a 250 mL de oxígeno por minuto, necesidad que resulta cubierta por la respiración normal (J.H. Comroe Jr and R.D. Drips, A Monograph: The Physiological Basis for Oxygen Therapy. (Charles C Thomas, Springfield Ill 1950)). Cada litro de sangre que sale de los pulmones lleva unos 200 ml de oxígeno, de los cuales unos 50 mL son absorbidos cuando pasa a través de los capilares en los tejidos. Durante una sesión de ozonoterapia convencional la cantidad de oxígeno que proviene de la descomposición del ozono no sobrepasa los 4 ml por hora (unos 0,7 mL por minuto), por lo que la posible contribución a la oxigenación de los tejidos es insignificante al compararse con la del oxígeno que proviene de la respiración (R.F. Moran, Oxygen saturation, content and the dyshemoglobins. Part I. Ciba-Corning News ll (1990)17). 
Es conocido que diversos encargados de proyectores de cine expuestos a niveles excesivos de ozono, como un subproducto de las lámparas de arco de carbono utilizadas en los proyectores, desarrollaron lo que era conocido como “pulmones de proyeccionista”. El ozono causó un deterioro de las membranas inferiores de los pulmones. La FDA (Food and Drug Administration) de Estados Unidos realizó estudios que demuestran que el ozono puede llega a ser dañino al tejido pulmonar al ser inhalado directamente.

#### Ozonoterapia para el dolor de espalda: Evidencia y controversias
Existen metaanálisis estadísticos con resultados favorables para la aplicación percutánea de ozono en el dolor de espalda. No obstante, los propios autores reconocen que: 1. Ninguno de los ensayos clínicos consultados trabajó con grupos de control (carencia de grupo de placebo) 2. Hubo ausencia de diagnósticos precisos y; 3. La aplicación de ozono se mezcló con la aplicación otros agentes terapéuticos, por lo cual no se puede precisar la causa del los resultados con certeza, características que no se ajustan a los criterios actuales de la Organización Mundial de Salud para realizar ensayos clínicos rigurosos. Tampoco se reportan las dosis de ozono aplicadas; las mediciones de la concentración de ozono requieren de equipos de cierta complejidad, atípicos en un consultorio médico convencional. Federal Register, Part II Environmental Protection Agency 40 CFR Part 50, 51, 52, et al. National Ambient Air Quality Standards for Ozone; Final Rule. Volume 80, number 206 (2015)).
Un metaanálisis publicado en 2009 concluye que la inyección local de ozono es efectiva para mitigar el dolor y ayudar en la recuperación de pacientes con hernia de disco o discólisis.  Sin embargo, el estudio no menciona la existencia de grupos de control o las concentraciones aplicadas, solo las cantidades de supuestas mezclas de oxígeno y ozono, sin especificar proporción. También comenta que el ozono tiene efectos analgésicos y antiinflamatorios, pero no brinda referencias; en realidad, existen numerosos estudios que muestran lo contrario: un efecto irritante en los tejidos vegetales y animales. Un estudio clínico publicado en 2016 encontró resultados positivos en pacientes con artritis reumatoide tratados con metotrexato + ozono, comparados con el grupo control que solo recibió tratamiento con metotrexato.
Existe en Bélgica cierta controversia legal acerca de su uso por atletas para mejorar su rendimiento físico. En 2013 un médico belga se encontraba bajo investigación criminal por sospechas de dopaje al extraer sangre de ciclistas, mezclarlas con ozono, y reinyectarlas nuevamente.

## Seguridad y protección al paciente
La mayor parte de la preocupación acerca de la ozonoterapia surge alrededor de la ozonización de la sangre. Es bien conocido que cuando los mamíferos inhalan el ozono, este reacciona con compuestos en los tejidos que revisten los pulmones iniciando una cascada de efectos patológicos. Saúl Green ha argumentado que ya que el ozono tiene la capacidad de oxidar compuestos orgánicos en un ambiente atmosférico, debe también lógicamente oxidar componentes de la sangre y tejidos endógenos humanos. Cuando es infusionado con sangre humana, el ozono puede llegar a producir EROS (especies reactivas del oxígeno) o radicales libres, una exceso de estos es conocido que causa estrés oxidativo y daño celular, y está implicado en la progresión de ciertas enfermedades crónico-degenerativas. Parece probado que altos niveles de ozono inhalado pueden tener efectos tóxicos, aunque niveles bajos y controlados pueden no llegar a serlo.
Los artículos sobre ozonoterapia nunca mencionan valores numéricos ni límites tolerables; tampoco los posibles efectos secundarios o colaterales, como es usual en cualquier medicamento convencional. Según un texto clásico de los EE. UU., un fármaco es  “…cualquier sustancia que produce efectos medibles o sensibles en los organismos vivos y que se absorbe, puede transformarse, almacenarse o eliminarse”, pero un artículo avalado por la presidencia de la Asociación Española de Profesionales Médicos considera que “…el ozono no es un fármaco y como tal, no provoca efectos colaterales”.
Las contraindicaciones de las que existe evidencia científica son formas mayores de favismo, enfermedad hemolítica causada por un déficit de la G-6PD. 
La FDA (Food and Drug Administration: Administración de Medicamentos y Alimentos) menciona que el ozono es un gas tóxico cuyos beneficios en la medicina no están comprobados. Para la agencia, el ozono es efectivo como un germicida del aire en una concentración que es mucho mayor a lo que es tolerado de manera segura por el hombre y animales. Ni "La inhalación de ozono puede causar suficiente irritación en los pulmones para producir un edema pulmonar", afirma. De este modo, muchos equipos ozonizadores no tendrían ningún efecto germicida y otros podrían ser perjudiciales para la salud si el contenido de ozono que emiten es mayor al aceptable.